# The 7th of Never
The 7th of Never è il terzo album in studio del gruppo heavy metal statunitense Chastain, pubblicato nel 1987.

## Tracce
Side 1
1. We Must Carry On – 3:37
2. Paradise - 4:12
3. It's Too Late for Yesterday - 4:49
4. 827 - 3:22
5. The Wicked Are Restless - 5:37

Side 2
1. The 7th of Never - 4:51
2. Take Me Back in Time - 4:50
3. Feel His Magic - 5:05
4. Forevermore - 6:03

## Formazione
- Leather Leone – voce
- David T. Chastain – chitarra
- Mike Skimmerhorn – basso
- Ken Mary – batteria